# Claudia Ștef
Claudia Ștef, nata Iovan (Craiova, 25 febbraio 1978), è una marciatrice rumena.

## Palmarès
| Anno | Manifestazione  | Sede              | Evento       | Risultato | Prestazione | Note |
| ---- | --------------- | ----------------- | ------------ | --------- | ----------- | ---- |
| 1999 | Universiade     | Palma di Maiorca  | Marcia 10km  | Oro       | 44'22"      |      |
| 2002 | Europei         | Monaco di Baviera | Marcia 20km  | 5ª        | 1h29'57"    |      |
| 2003 | Mondiali        | Parigi            | Marcia 20km  | 5ª        | 1h29'09"    |      |
| 2007 | Mondiali        | Osaka             | Marcia 20 km | 6ª        | 1h32'47"    |      |
| 2009 | Mondiali        | Berlino           | Marcia 20 km | 22º       | 1h36'09"    |      |
| 2011 | Mondiali        | Taegu             | Marcia 20 km | 24ª       | 1h36'55"    |      |
| 2012 | Giochi olimpici | Londra            | Marcia 20 km | 35ª       | 1h33'56"    |      |
| 2015 | Mondiali        | Pechino           | Marcia 20 km | 24ª       | 1h34'51"    |      |
| 2016 | Giochi olimpici | Rio de Janeiro    | Marcia 20 km | 57ª       | 1h41'47"    |      |